# Wejherowo
Wejherowo là một thành phố thuộc Quận Wejherowo, tỉnh Pomeranian, miền bắc Ba Lan. Từ năm 1975 - 1998, thành phố nằm trong tỉnh Gdańsk, kể từ năm 1999 đến nay, nó thuộc quyền quản lý của tỉnh Pomeranian. Tổng diện tích của thành phố là 25,65 km². Tính đến năm 2012, dân số của thành phố là 50.310 người với mật độ 2.000 người/km².
Wejherowo cách thị trấn Rumia khoảng 11 km về phía tây, cách thị trấn Lebork khoảng 32 km về phía đông và cách khu đô thị Gdańsk khoảng 35 km về phía tây bắc. Thành phố nằm trong thung lũng sông băng rộng lớn của sông Rheda, ở độ cao 30 mét so với mực nước biển.

## Văn hóa
- Bảo tàng Âm nhạc Kashubian và Pomeranian, nằm trong Cung điện Przebendowski

## Giáo dục
- Đại học Kashubian-Pomeranian

## Thư viện ảnh

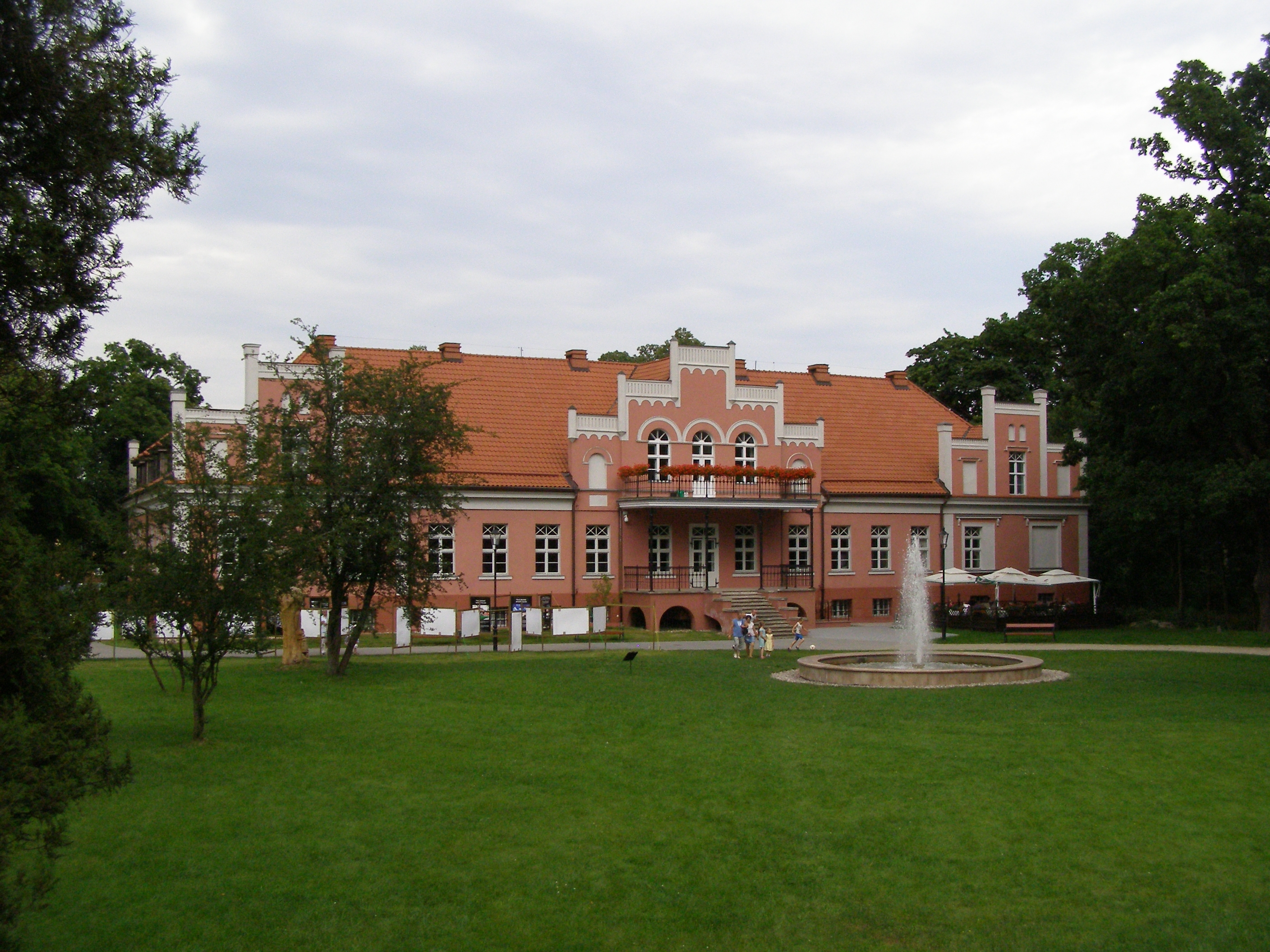
Cung điện Przebendowski
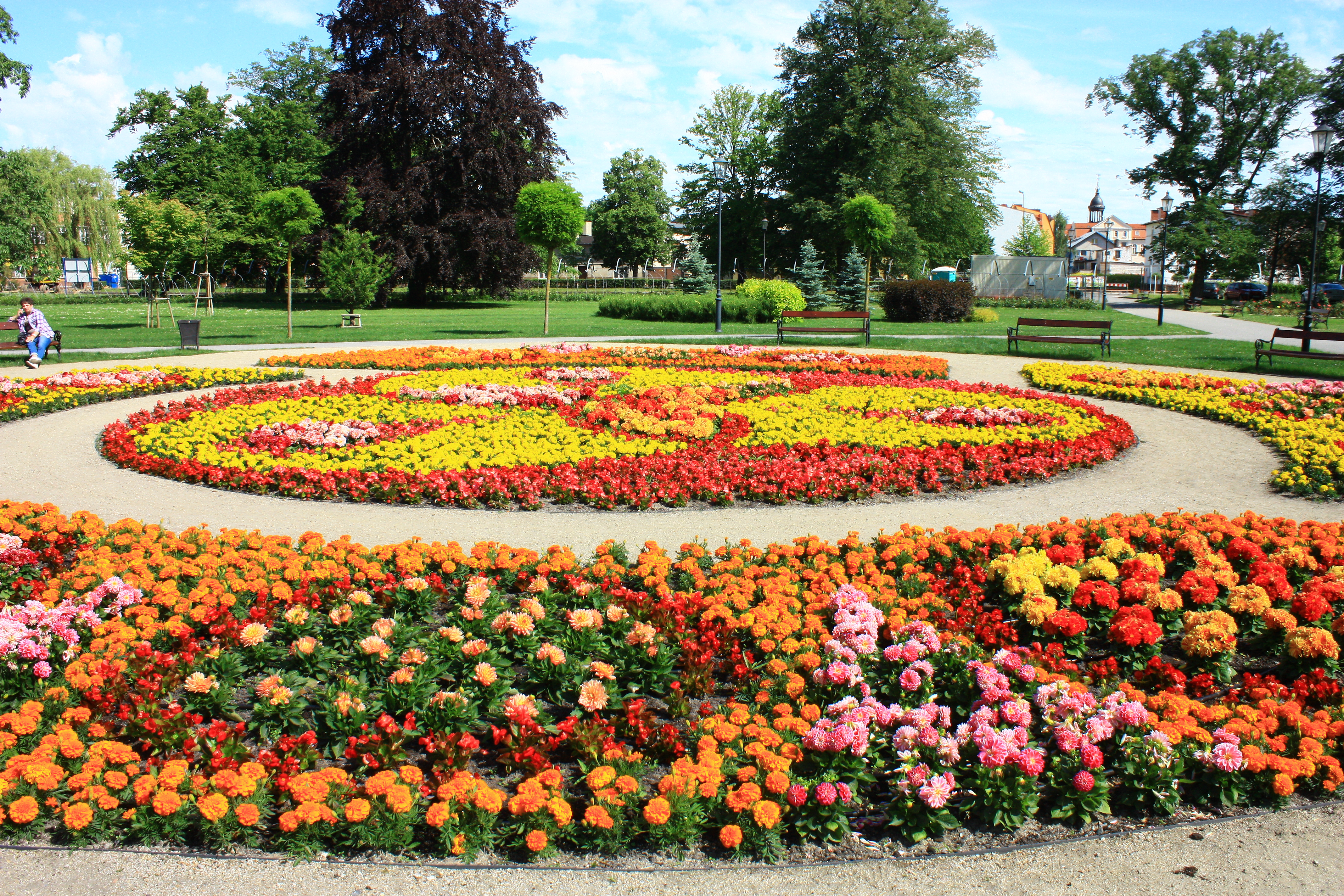
Công viên Aleksander Majkowski
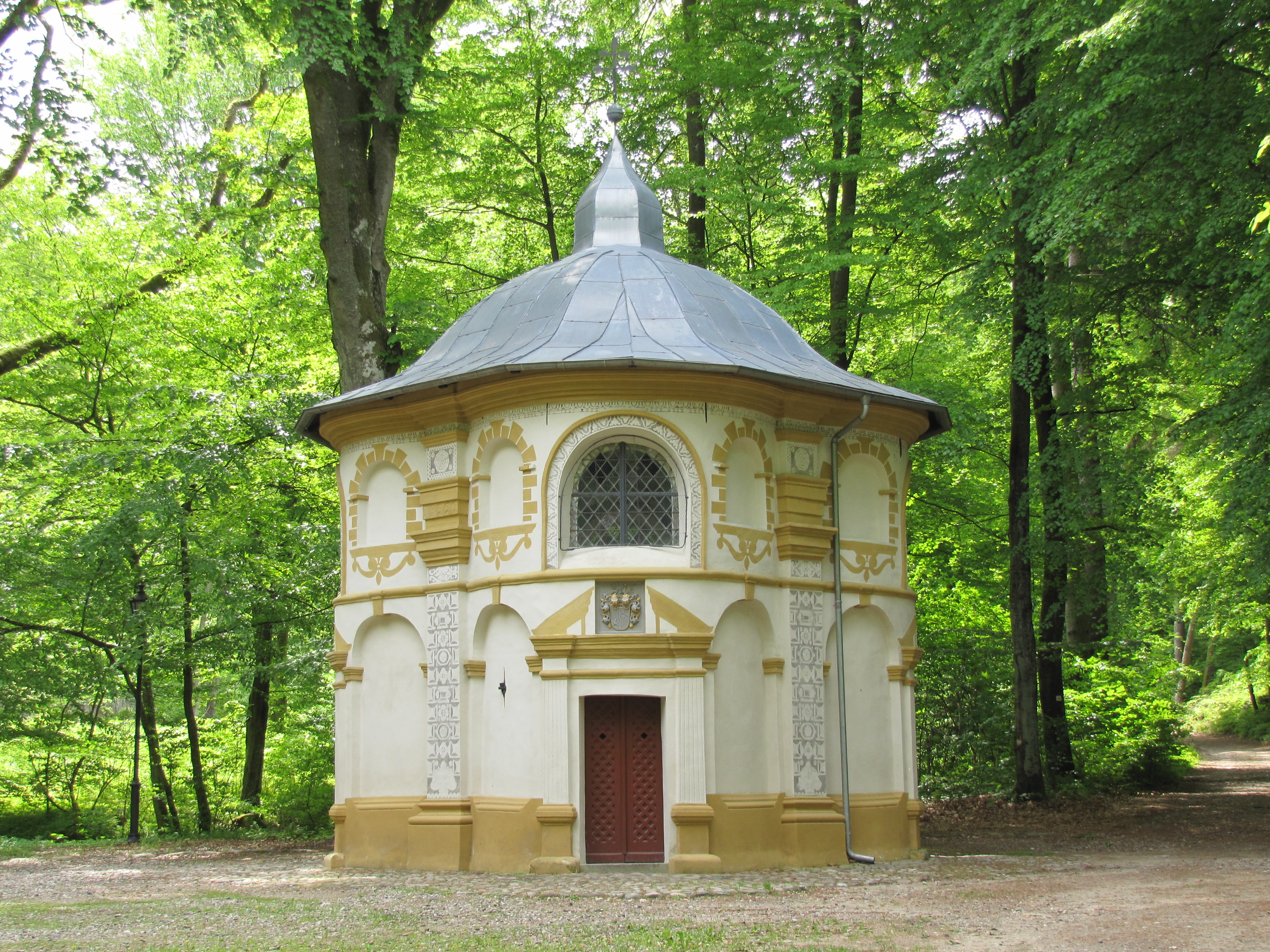
Caljary Wejherowo
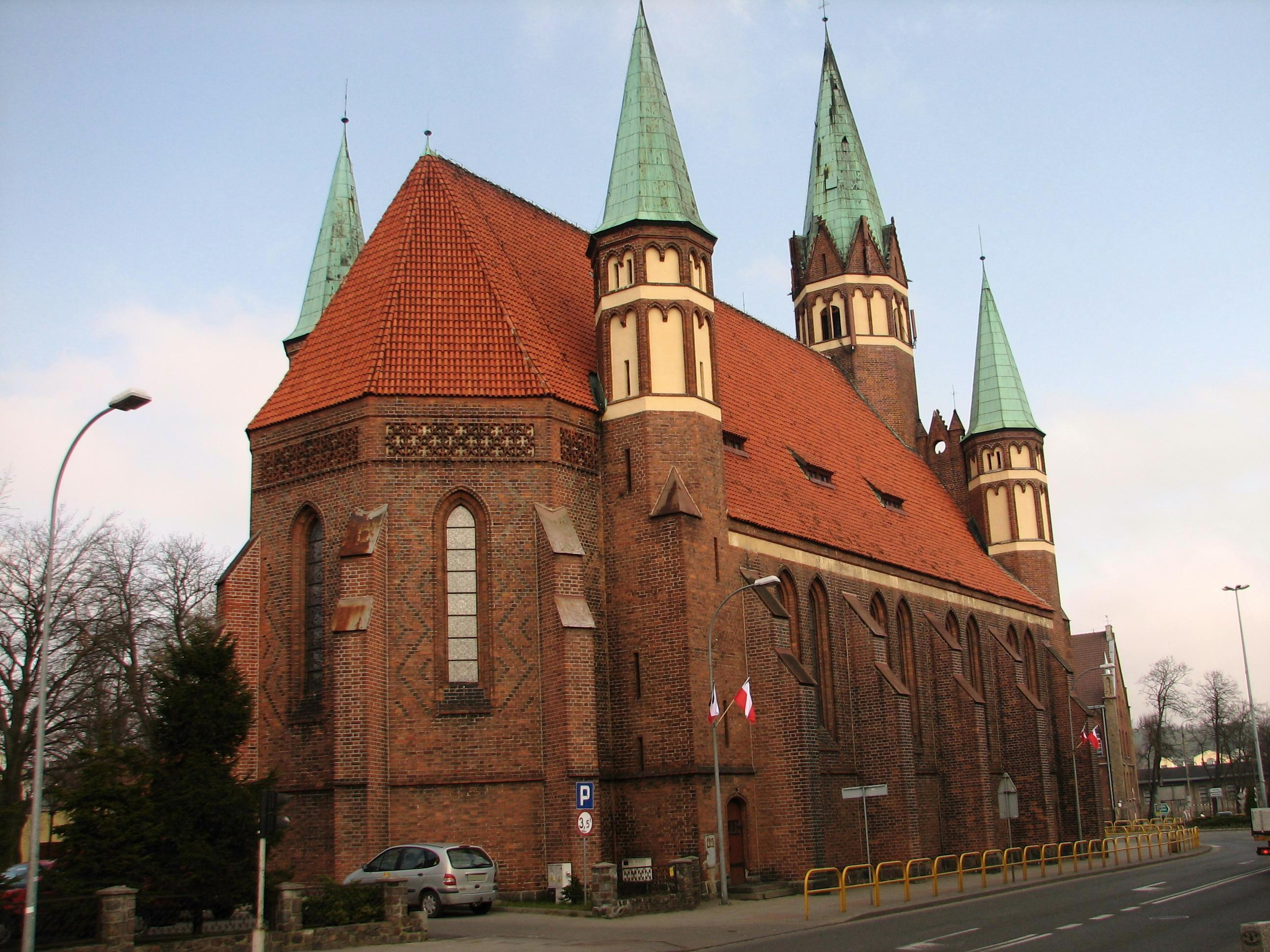
Nhà thờ thánh Leo
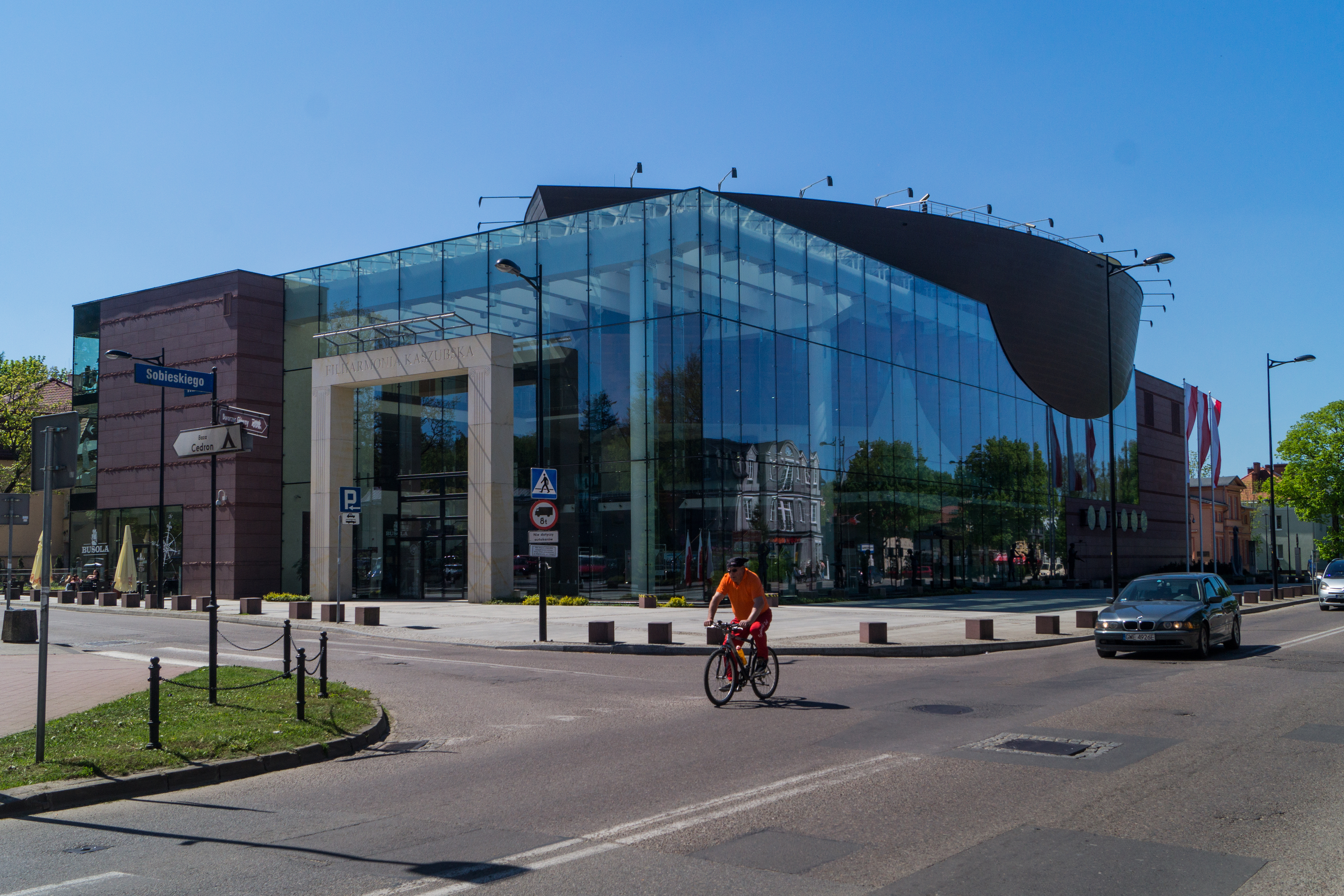
Kashubian Philharmonic (Filharmonia Kaszubka)
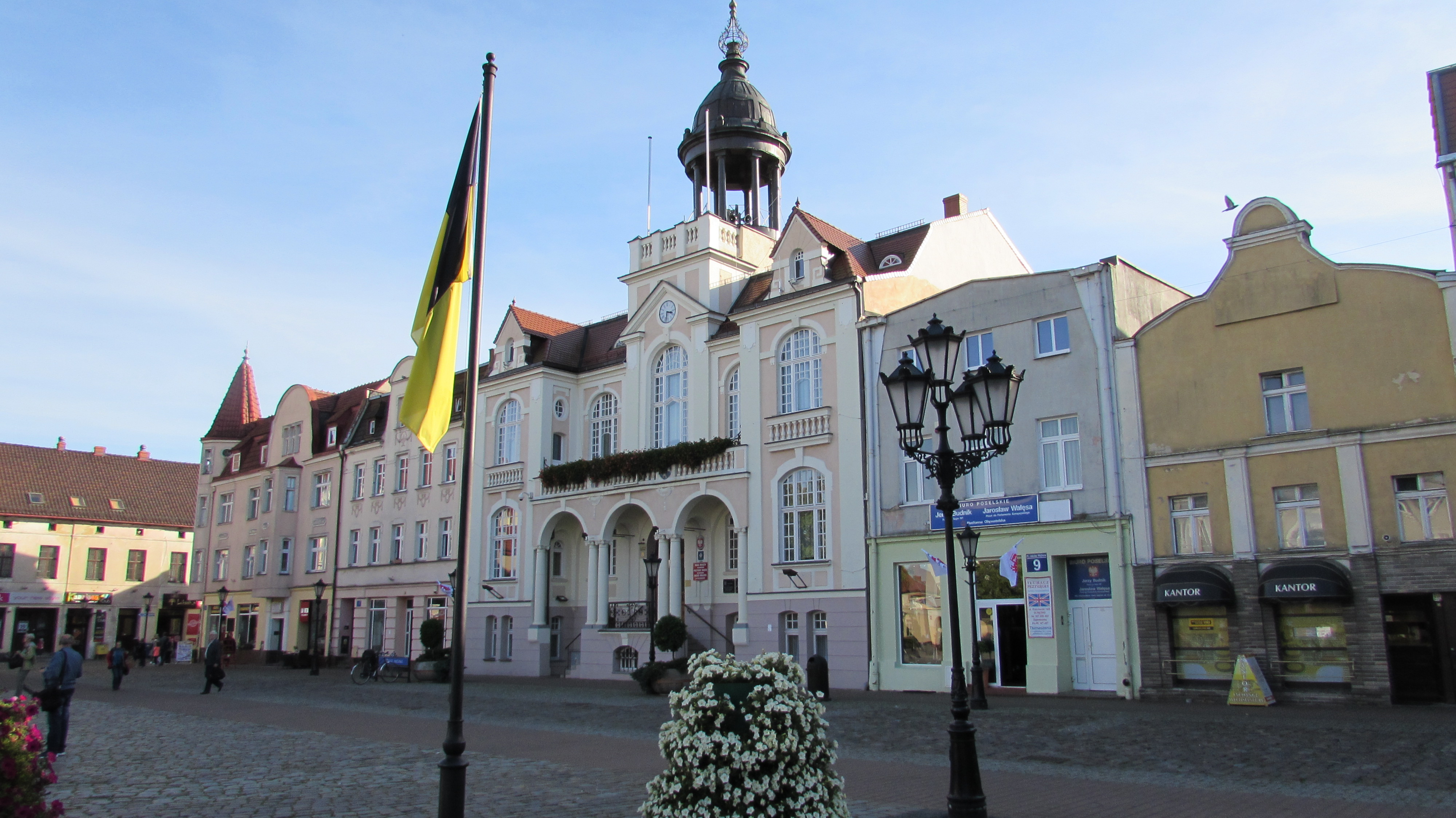
Quảng trường chợ với Tòa thị chính
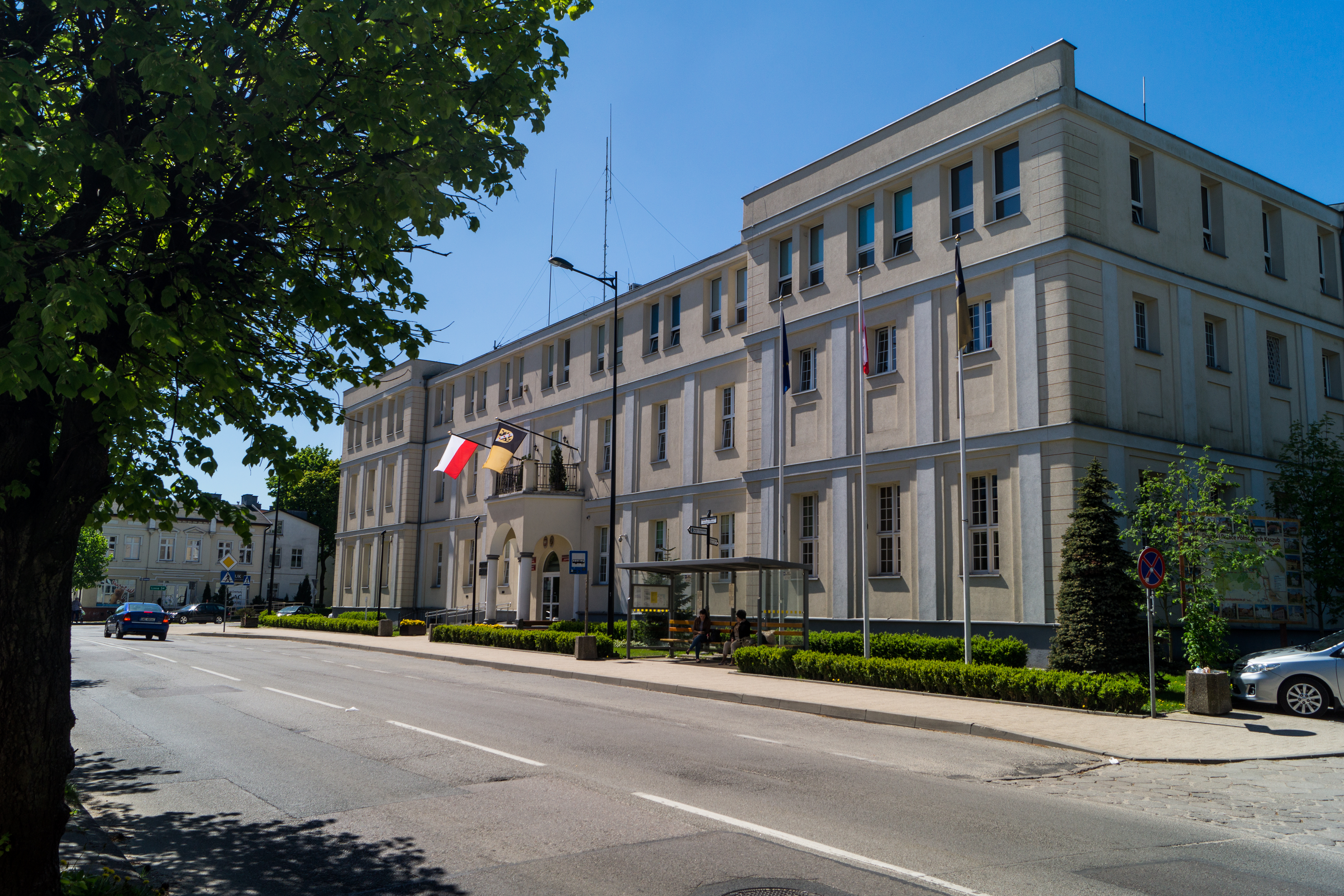
Văn phòng Powiat (hạt)
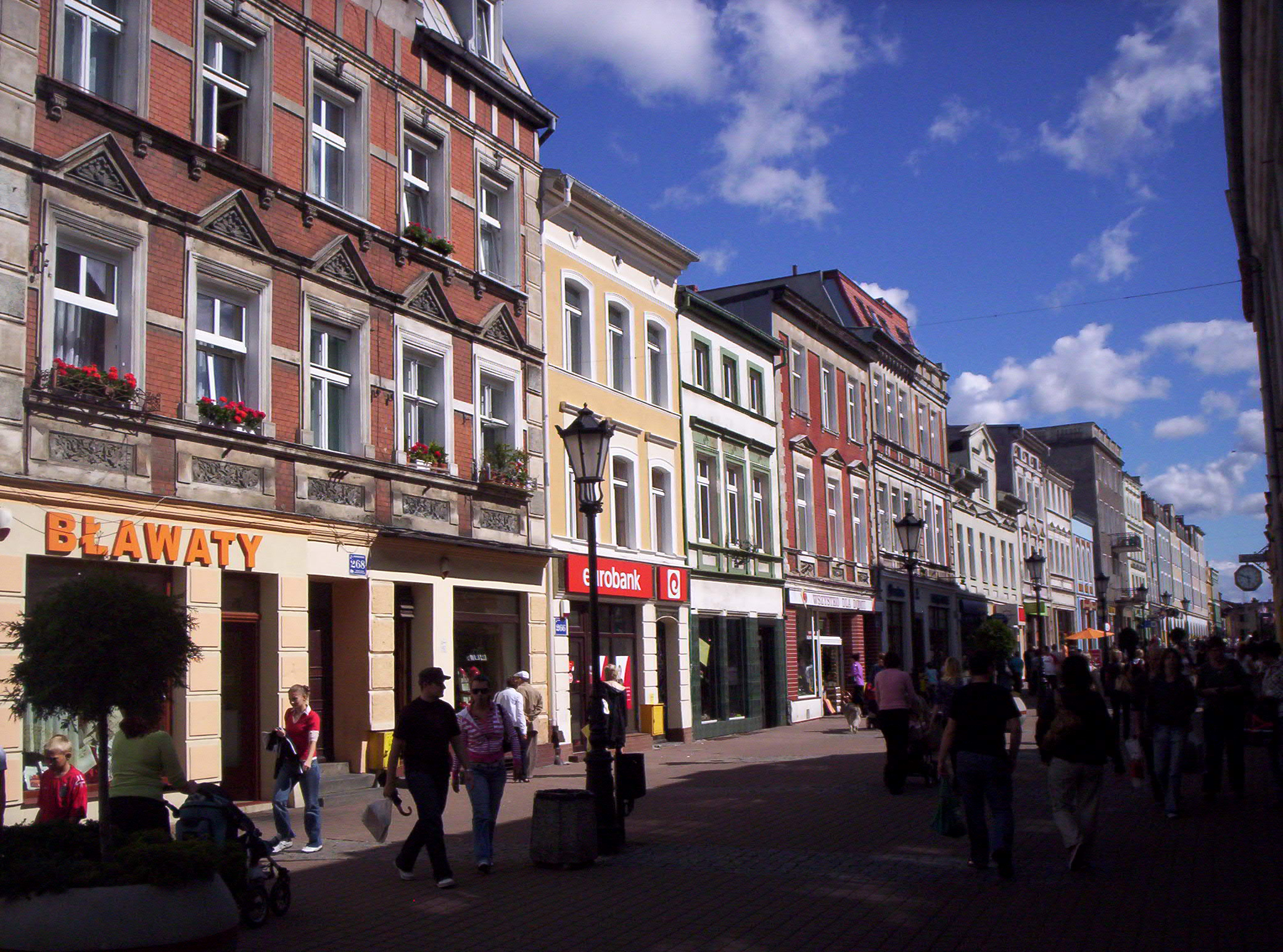
Nhà phố cũ trên phố Jana Sobieskiego
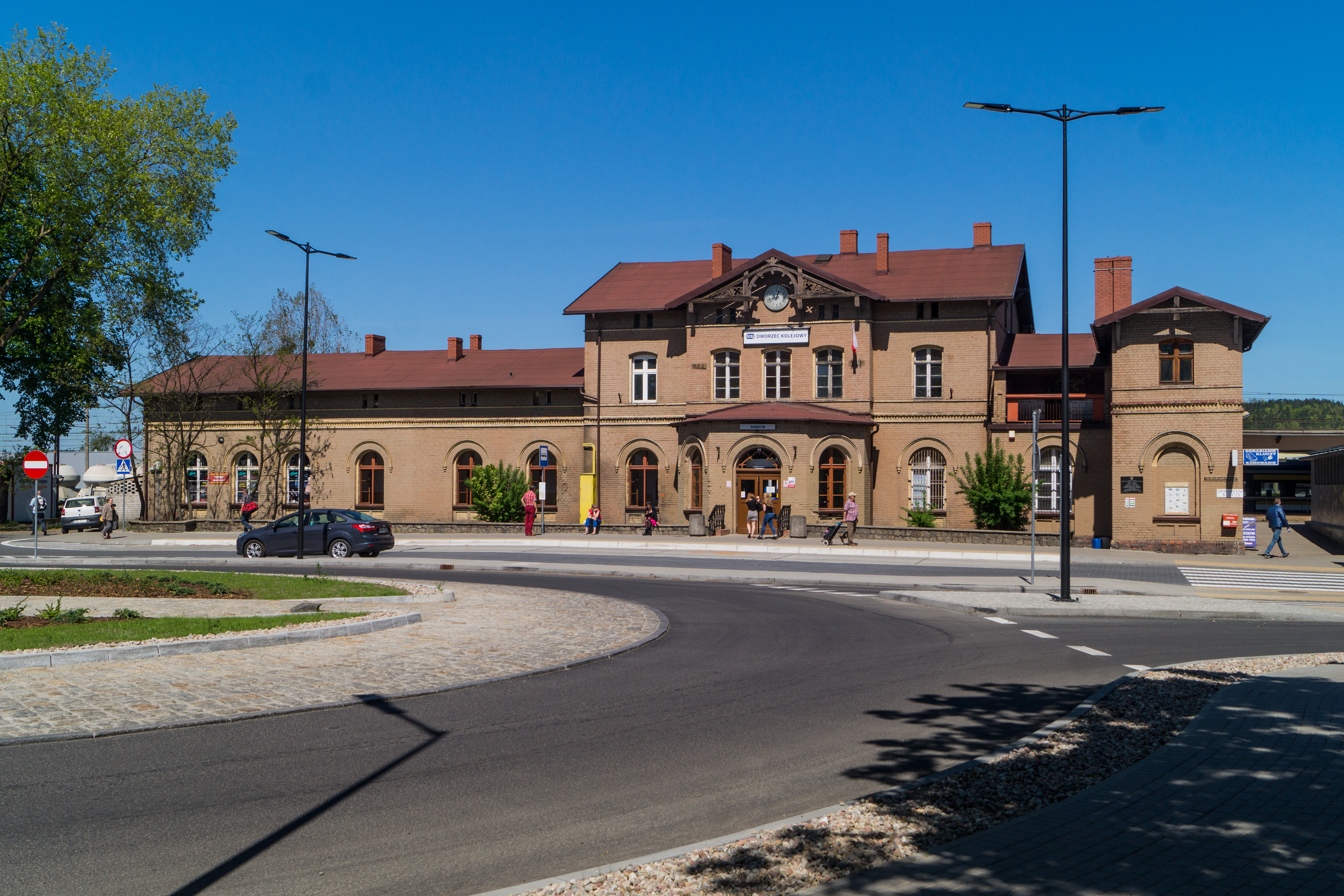
Ga xe lửa Wejherowo
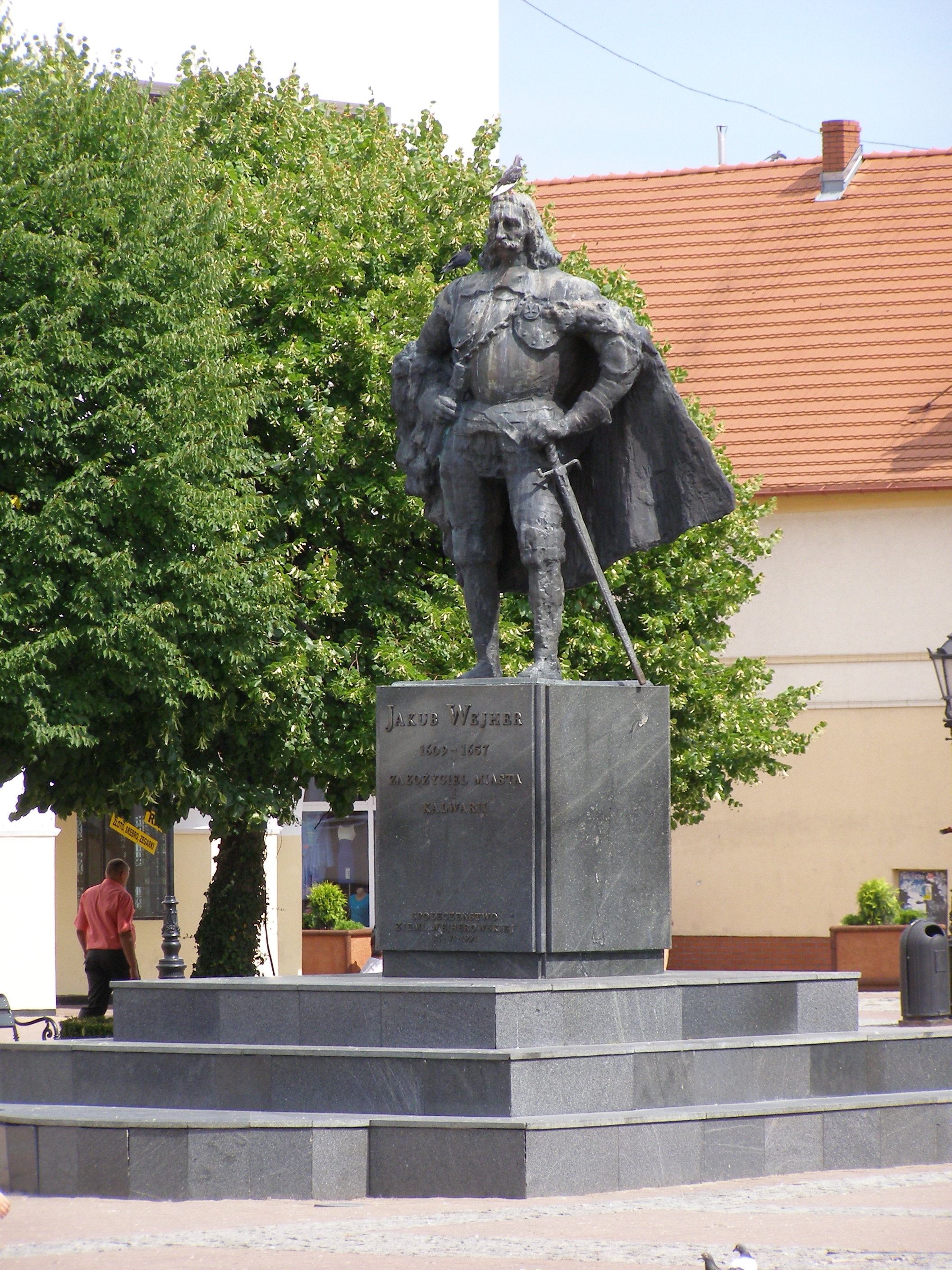
Tượng đài Jakub Wejher

## Những nhân vật nổi tiếng xuất thân từ thành phố

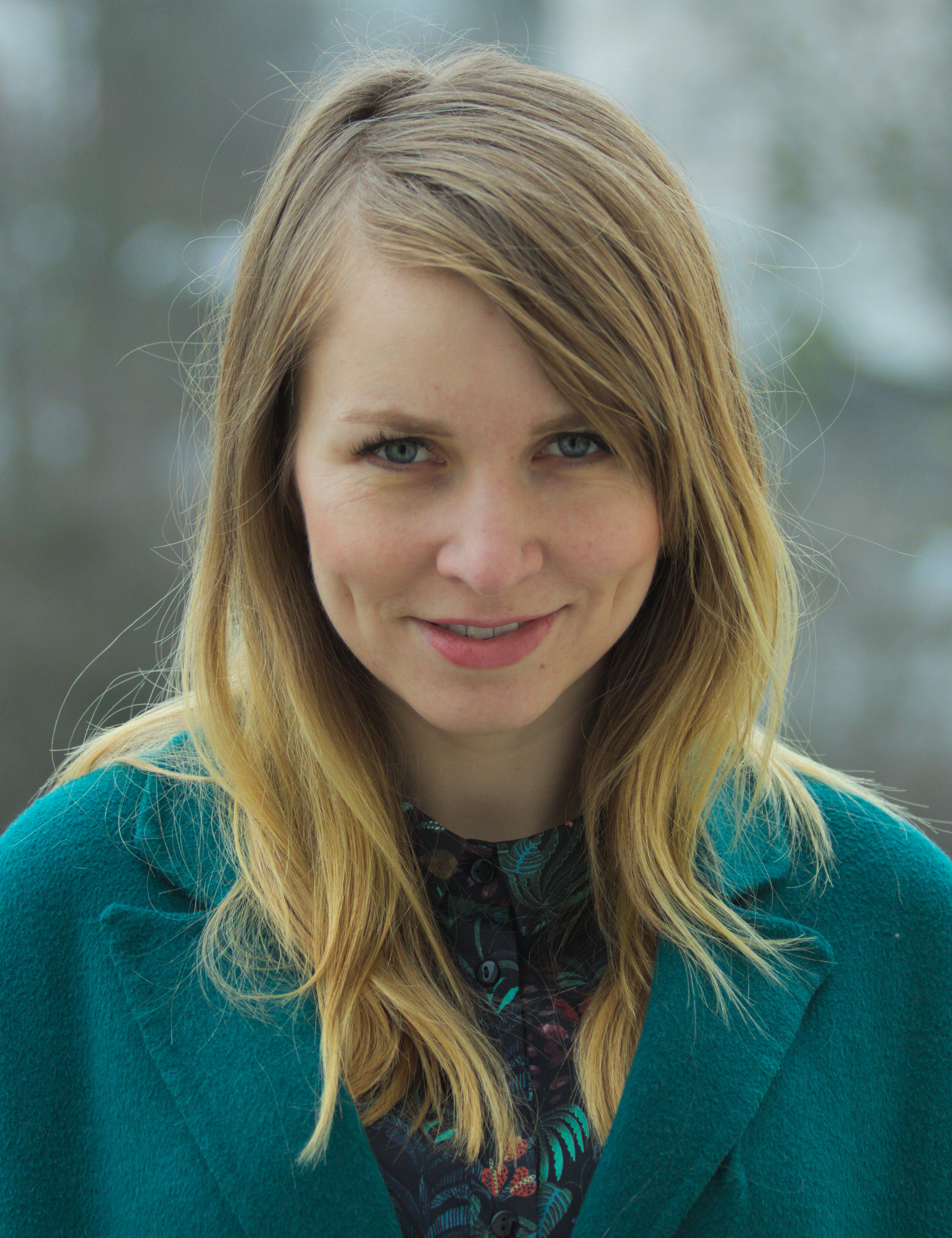
Dorota Maslowska, 2017

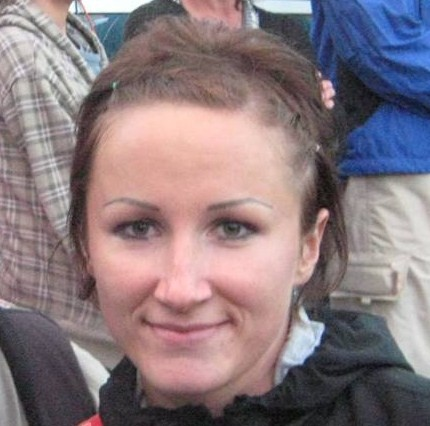
Marta Jeschke, 2010

- Henryk Szczepański (1933-2015) - cầu thủ từng thi đấu tại Thế vận hội Mùa hè 1960
- Henryk Dampc (1935-2004) - võ sĩ nghiệp dư người Ba Lan, thi đấu tại Thế vận hội Mùa hè 1960
- Ryszard Kunze (sinh năm 1939) - vận động viên đấm bốc người Ba Lan, tham dự Thế vận hội Mùa hè 1960
- Hubert Skrzypczak (sinh năm 1943) - võ sĩ đến từ Ba Lan, tham dự Thế vận hội Mùa hè năm 1968
- Jerzy Budnik (sinh năm 1951) - chính trị gia
- Nhà thơ Tomasz Pohl (sinh năm 1968) - nhạc sĩ, nhà báo và nhà hoạt họa văn hóa
- Marcin Miotk (pl) (sinh năm 1973) - vận động viên leo núi
- Kinga Baranowska (sinh năm 1975) - vận động viên leo núi
- Dorota Masłowska (sinh năm 1983) - nhà văn, nhà viết kịch, nhà báo người Ba Lan
- Marta Jeschke (sinh năm 1986) - vận động viên chạy nước rút ở cự ly 200 m của Ba Lan, tham dự Thế vận hội Mùa hè 2008 và 2012
- Małgorzata awrynowicz (sinh năm 1988) - vận động viên thể dục nhịp điệu Ba Lan, tham dự Thế vận hội Mùa hè 2004
- Paweł Poljański (sinh năm 1990) - một vận động viên đua xe đạp chuyên nghiệp